# Robinson: La Gran Aventura
Robinson: La Gran Aventura fue un popular programa de televisión emitido por Venevisión en 2001 y 2003, creado por Charlie Parsons, y donde el formato se le conocería posteriormente como Survivor, como se le conoce en algunos países.
Era conducido por Roberto Messuti, y se emitía los miércoles a las 8:00pm en la primera temporada, y los sábados a las 12:00m en la segunda temporada.

## Formato
Dieciséis participantes pondrán a prueba sus habilidades de supervivencia por un periodo de dos meses en una isla desierta. En ella, deberán reencontrarse con la naturaleza en procura de techo y comida, y tendrán que establecer sus propias reglas de convivencia las cuales regirán su estadía en medio de un paraíso tropical.
Pero ‘Robinson, la gran aventura’ será también una competencia por eliminación. Durante esas semanas, los participantes deberán enfrentarse en diversos juegos que desafiarán todas sus capacidades.
Al final de cada episodio los participantes se reunirán en un Consejo, donde decidirán quién debe ser eliminado y volver a casa.
En el capítulo final, el último sobreviviente sería coronado como digno heredero de Robinson Crusoe y recibiría un premio de Bs. 100.000.000.

## Producción

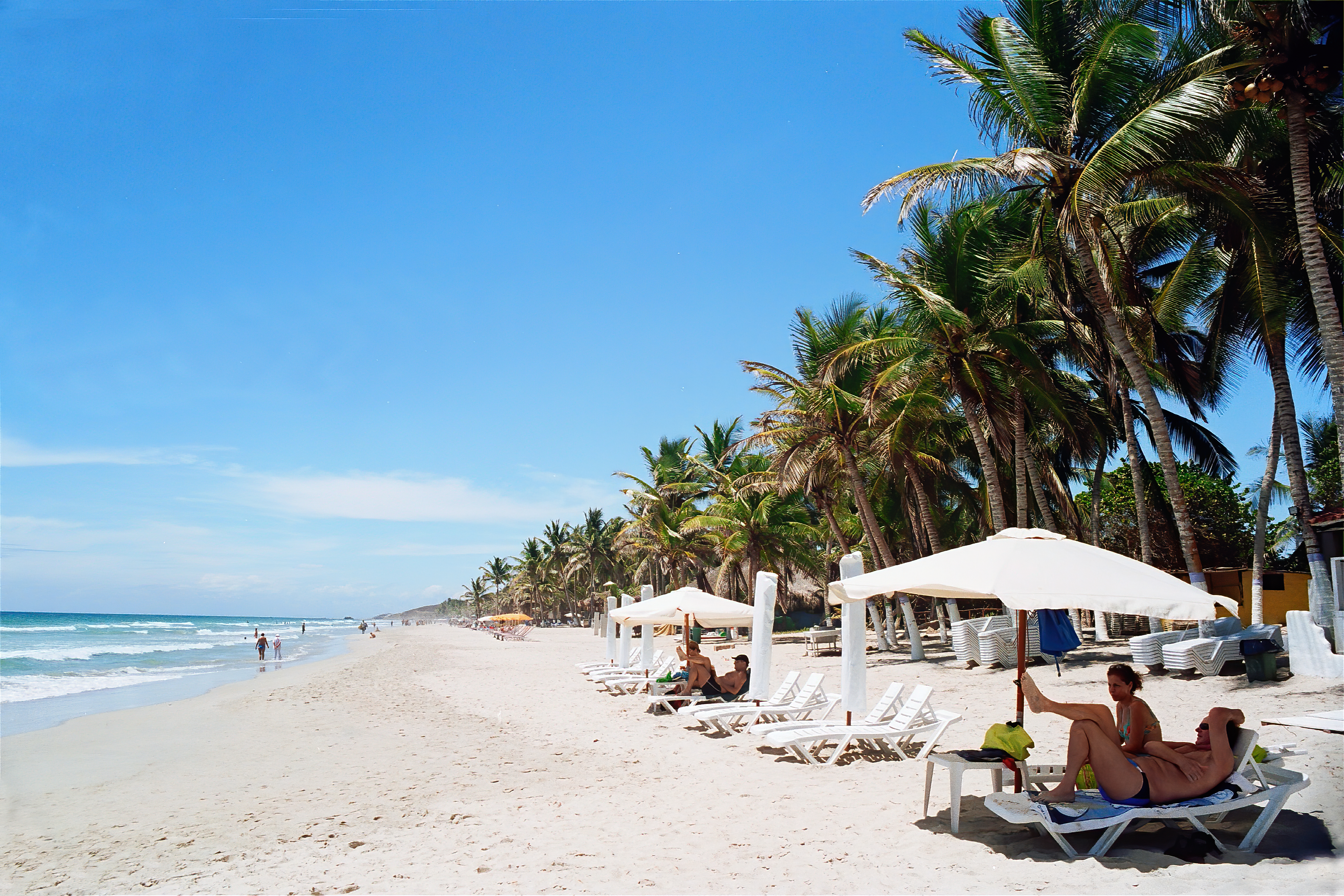
La isla de Margarita lugar donde se grababa el programa.

El formato fue desarrollado en 1997 por Robinson Planet 24, una compañía de producción de televisión originaria de Reino Unido, propiedad de Charlie Parsons y Bob Geldof. 
Su compañía Castaway Television Productions retuvieron los derechos del concepto hasta ser vendido por Planet 24 en 1999. Mark Burnett después obtuvo el formato de licencia para crear el programa Survivor EE. UU. en 2000.
El espectáculo fue un gran éxito en Venezuela, siendo Lilian Tintori participante en 2001, sin embargo después de sólo dos temporadas la serie fue cancelada debido a su alto costo de producción. El escenario en donde se graba el programa fue en la Isla de Margarita.
El nombre alude tanto a Robinson Crusoe y The Swiss Family Robinson, dos historias protagonizadas por personas aisladas naufragios.

## Temporadas
| Año  | Canal      | N° Participantes | Ganador(a)    |
| ---- | ---------- | ---------------- | ------------- |
| 2001 | Venevisión | 16               | Gabriel Pérez |
| 2003 | Venevisión | 16               | Graciela Boza |